# Francesco Milizia (scrittore d'arte)
Francesco Milizia (Oria, 15 novembre 1725 – Roma, 7 marzo 1798) è stato un teorico dell'architettura, storico dell'arte e critico d'arte italiano, teorico del Neoclassicismo.

## Biografia
Milizia è ricordato come principale poligrafo del primo Neoclassicismo. Primario campo di interesse fu l'architettura, alla quale dedicò varie pubblicazioni storiche e teoriche. Egli viene per questo creduto erroneamente un architetto; al contrario, "non esercitava praticamente l'architettura, bensì possedeva le dottrine che concorrono a farne un conoscitore".
Propugnava la necessità di imitare i capolavori dell'arte greca, poiché questi artisti avevano potuto ispirarsi ad una natura e a una società non ancora corrotte.

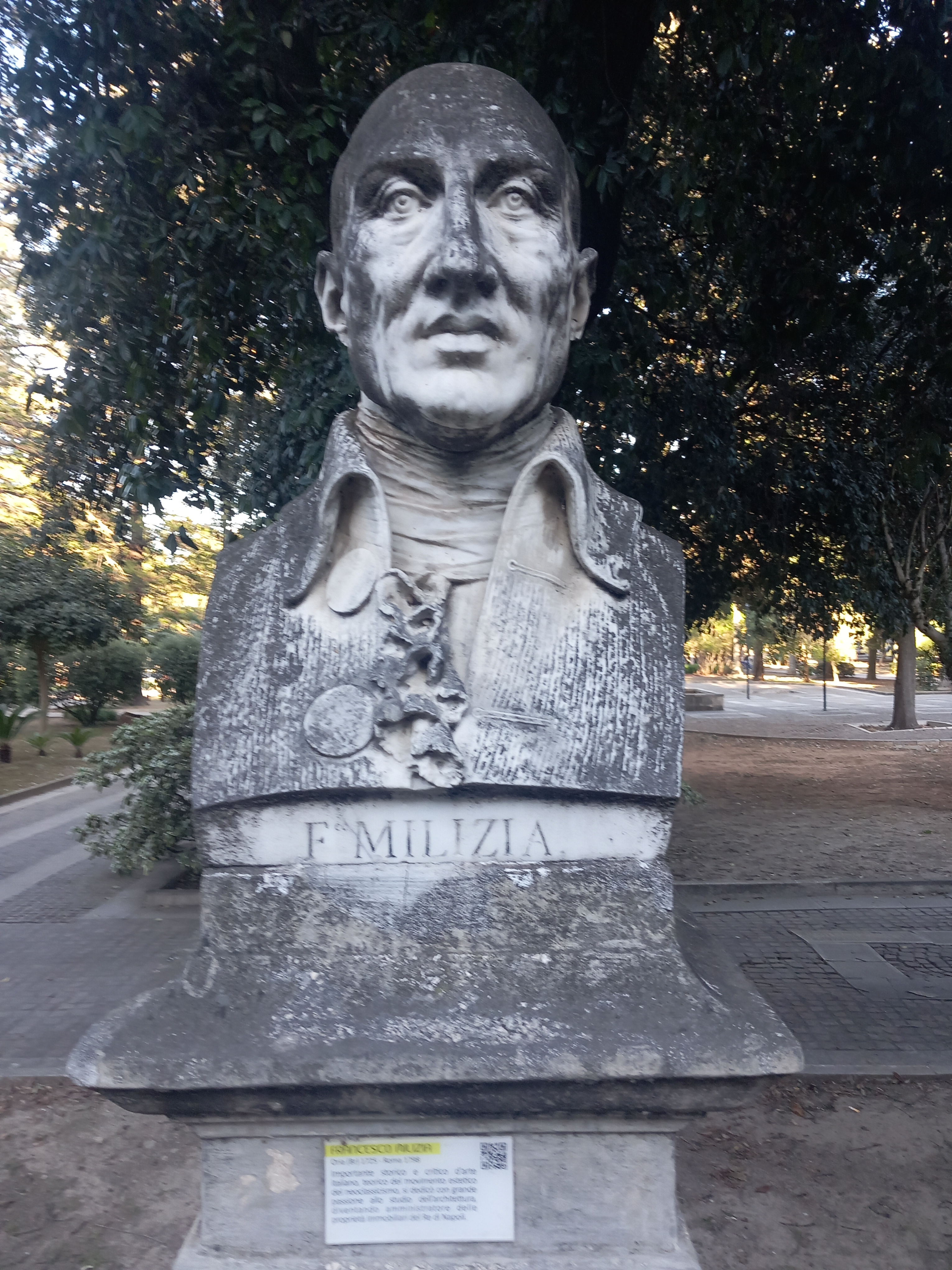
Busto di Francesco Milizia nei giardini Garibaldi a Lecce

In Principi dell'architettura civile, l’architettura è per lui un’arte di imitazione della natura e non è soggetta alle mode, nasce da necessità concrete tendenti alla bellezza e quindi ad un’invenzione governata da regole. I greci sono posti in vetta a questi risultati estetici, i più vicini alla realizzazione perfetta del buongusto che avviene secondo principi di perfezione e di simmetria scelti secondo ragione. Viene poi tracciata anche una breve storia dell’architettura, in cui l’autore si dimostra consapevole dell’evoluzione e del mutamento degli stili che si muovono con un’alternanza di declino e ottima esecuzione. In queste pagine esalta anche l’architettura gotica considerata originale perché del tutto ignota alla Grecia e a Roma, era ricavata dalla natura studiata nel suo grande. Tuttavia, il suo giudizio resta impiantato nella fitta rete dei confronti con l’arte greco-romana da un lato e quella moderna dall’altro. Egli codifica il proprio giudizio in una scala di valori in cui il gotico è inferiore all’arte antica ma superiore a quella moderna; ma questa gerarchia è in parte inconsciamente sovvertita quando afferma poco più tardi che si potrebbe realizzare degli edifici che al di fuori si rifanno all’arte greca che è principalmente architettura d’esterni e al di dentro all’arte gotica che è migliore non solo dei moderni ma anche degli antichi.
Fu portavoce di una critica architettonica influenzata dal funzionalismo del francescano Carlo Lodoli, ma con una buona dose di pragmatismo, e soprattutto fondata sullo studio della trattatistica e della saggistica francese sulle arti. Critica gli abusi stilistici e propende per la semplificazione progressiva degli stili operata nel Neoclassicismo: è il caso, ad esempio, della Sacrestia della Basilica di San Pietro in Vaticano, che fu commissionata a Carlo Marchionni nel 1776 e che Milizia definì la più sontuosa e "la più irragionevole... del globo".
Nel 1761 si recò a Roma per amministrare gli edifici di proprietà del re di Napoli nello stato pontificio. Mantenne questo incarico per un quarto di secolo, fino al 1786 per dedicare il suo tempo agli studi storici e teorici d'arte e architettura.
Uomo universale, Francesco Milizia si interessò durante l'arco della sua vita anche di argomenti estranei all'arte. Si dilettò ad esempio nelle scienze mediche, scrivendo un Dizionario di medicina domestica basato sul lavoro del fisico e medico scozzese William Buchan. Fu attratto anche dalle scienze naturali e soprattutto dall'astronomia, e su tale argomento scrisse un compendio delle celebri Histoires (opere di storia dell'astronomia) dell'astronomo francese Jean Sylvain Bailly nel testo Storia dell'astronomia di M. Bailly ridotta in compendio dal signor Francesco Milizia. L'opera fu pubblicata da Remondini nel 1791, e servì da principale testo di base per l'opera di un giovane Giacomo Leopardi, la Storia dell'astronomia scritta nel 1813.
Un ulteriore suo interesse fu quello, in ambito umanistico, che sfociò nell'opera Economia politica, inviata allo stesso editore, Remondini, nell’ottobre 1797 ma stampata solo postuma a Roma da Damaso Petretti nel 1798 con il titolo Economia pubblica), contestualmente all’uscita del suo Dizionario delle belle arti estratto in gran parte dall’Enciclopedia metodica.

## La peste del Barocco
Francesco Milizia così presenta il l'architettura del Seicento  nel suo Dizionario delle arti del disegno (1797): « ( [...] ) il superlativo del bizzarro, l'eccesso del ridicolo. Borromini diede in deliri, ma Guarini, Pozzi, Marchione nella Sagrestia di San Pietro ecc. in barocco». E ancora «Borromini in architettura, Pietro da Cortona in Pittura, Il Cavalier Marino in poesia, son la peste del gusto». Tale giudizio è in linea con la tendenza  che si viene formando alla fine del Settecento, che metteva in collegamento la parola barocco con l'aggettivo francese baroque, a sua volta «ricavato dallo spagnolo barueco e dal portoghese barroco che indicavano un tipo di perla di forma irregolare» (Puppo 1968), una connotazione quindi negativa fra i teorici del Bello Ideale della fine del Settecento. Riconosciuto uomo di grande ingegno, il Milizia fu anche «oppositore fierissimo e pugnacissimo di tutta l'opera di Michelangelo (proprio per i preannunci del Barocco che contiene), (...)».

## Opere principali
- Le Vite de' più celebri architetti d'ogni nazione e d'ogni tempo, precedute da un Saggio sopra l'architettura, Roma 1768. Terza ed. riveduta ed ampliata: Memorie degli architetti antichi e moderni, Parma 1781.
- Del Teatro, Roma 1771 (edizioni seguenti: ivi 1772; Venezia 1794).
- Principj di Architettura Civile, Finale 1781 (edd. segg.: Parma 1781; Bassano 1785, 1804, 1813, 1823; Genova 1786; Roma 1800; Milano 1832, 1847).
- Dell'arte di vedere nelle belle arti del disegno secondo i principj di Sulzer e di Mengs, Venezia 1781 (edd. segg.: ivi 1792; Genova 1786, riveduta e accresciuta).
- Storia dell'astronomia di M. Bailly ridotta in compendio dal signor Francesco Milizia, Bassano 1791.
- Roma. Delle belle arti del disegno. Parte prima: dell'Architettura Civile, Bassano 1787.
- Dizionario delle belle arti del disegno estratto in gran parte dalla Enciclopedia metodica, Bassano 1797 (edd. segg.: ivi 1822; Milano 1802, 1804; Bologna 1827).